# Haarsprietsteltwants
De haarsprietsteltwants (Berytinus hirticornis) is een wants uit de familie steltwantsen (Berytidae).

## Uiterlijk
Kenmerkend voor de leden van het genus Berytinus is, dat het tweede segment van de antenne heel kort is, veel korter dan het eerste antennesegment.
De haarsprietsteltwants is lichtbruin en heeft op het eerste antennesegment rechtopstaande haren. Het eind van de dijen en het eind van het eerste segment van de antenne zijn verdikt en hebben dezelfde lichtbruine kleur. De lengte is 7,8 - 10,6 mm.

## Verspreiding en habitat
De haarsprietsteltwants is verspreid van Noord-Afrika tot in het noordelijke deel van Centraal-Europa en van het zuidelijk deel van Groot-Brittannië over Zuidoost-Europa en Klein-Azië tot in Centraal-Azië. In Centraal-Europa is de soort zeldzaam. Ook in Nederland is hij zeldzaam. Ze komen voor in droge, warme gebieden met een zand- of kalkbodem.

## Leefwijze
Deze steltwansen leven op de grond in de kruidlaag en voeden zich met planten uit de grassenfamilie (Poaceae). De nimfen en volwassen wantsen zuigen op de stengels en bladeren. De volwassenen wantsen overwinteren in mosbedden, onder bladrozetten of in droog bladafval. In mei en juni leggen de vrouwtjes hun eieren afzonderlijk op de bladeren van de voedselplanten. De volwassen wantsen van de nieuwe generatie verschijnen vanaf juli. In Europa is er één generatie per jaar.